# Rhegmoclema majus
Rhegmoclema majus är en tvåvingeart som beskrevs av Cook 1955. Rhegmoclema majus ingår i släktet Rhegmoclema och familjen dyngmyggor. Inga underarter finns listade i Catalogue of Life.